# Lichmera
Lichmera es un género de aves paseriformes perteneciente a la familia Meliphagidae. Contiene 11 especies que se distribuyen desde la Wallacea hasta Nueva Guinea, Australia y la Melanesia.

## Especies
Se reconocen las siguientes especies según un orden filogenético de la lista del Congreso Ornitológico Internacional:
- Lichmera lombokia (Mathews, 1926) - mielero de Lombok;
- Lichmera argentauris (Finsch, 1871) - mielero cariplateado;
- Lichmera limbata (Müller, S, 1843) - mielero indonesio;
- Lichmera indistincta (Vigors & Horsfield, 1827) - mielero pardo;
- Lichmera incana (Latham, 1790) - mielero orejigrís;
- Lichmera alboauricularis (Ramsay, EP, 1878) - mielero pechipinto;
- Lichmera squamata (Salvadori, 1878) - mielero escamado;
- Lichmera deningeri (Stresemann, 1912) - mielero de Buru;
- Lichmera monticola (Stresemann, 1912) - mielero de Seram;
- Lichmera flavicans (Vieillot, 1817) - mielero de Timor;
- Lichmera notabilis (Finsch, 1898) - mielero acollarado.